# Sooraj Pancholi
Sooraj Pancholi (Bombay, 9 november 1990) is een Indiaas acteur die voornamelijk in Hindi films speelt.

## Biografie
Sooraj Pancholi startte zijn carrière in 2010 achter de camera als regie assistent, in 2015 verscheen hij voor de camera in de film Hero, waarvoor hij onder andere de onderscheiding Beste mannelijke debuut kreeg.
Voor zijn acteerdebuut verscheen hij negatief in de media door de zelfdoding van zijn toenmalige vriendin, actrice Jiah Khan. Ondanks dat hij liet weten onschuldig te zijn en voet bij stuk te houden en elke rechtszaak bij te wonen sinds 2013, is de zaak nog steeds niet afgesloten.
Sooraj is de zoon van acteur Aditya Pancholi (met wie hij te zien is in Hero) en actrice Zarina Wahab.

## Filmografie
| Jaar | Film              | Rol           | Opmerking       |
| ---- | ----------------- | ------------- | --------------- |
| 2010 | Guzaarish         |               | regie assistent |
| 2012 | Ek Tha Tiger      |               | regie assistent |
| 2015 | Hero              | Suraj Kaushik |                 |
| 2019 | Satellite Shankar | Shankar       |                 |
| 2021 | Time to Dance     | Rishabh       |                 |
| 2025 | Kesari Veer       | Hamirji Gohil |                 |